# Pytań
Pytań (biał. Пытань; ros. Пытань) – wieś na Białorusi, w obwodzie mińskim, w rejonie wołożyńskim, w sielsowiecie Wołożyn, na skraju Puszczy Nalibockiej i przy drodze magistralnej . Dawniej nosiła nazwę Połośna.
W dwudziestoleciu międzywojennym Połośna/Pytań leżał w Polsce, w województwie nowogródzkim, w powiecie wołożyńskim.